# 三好勝彦
三好勝彦（みよし かつひこ、1926年 - ）は、日本の建設官僚。公園緑地管理財団常務理事。日本公園緑地協会顧問。日本造園修景協会会長も歴任。東京出身。弟にカリフォルニア大学バークレー校名誉教授のマサオ・ミヨシ。
1950年、北海道大学農学部卒業。1973年、建設省都市局公園緑地課長。1981年、海洋博覧会記念公園管理財団理事長。1988年、公園緑地管理財団常務理事。1991年、自然環境保全審議会委員。1992年、公園緑地管理財団副理事長。
1980年、第6回日本公園緑地協会北村賞受賞。1998年、勲四等瑞宝章受章。

## 参考
- Vol.01 創刊 夏号 2006年7～9月 - 沖縄美ら島財団
- 国土交通省説明資料
- 名誉会員の推薦
- 平成 14 年度 国営沖縄記念公園長期構想検討
- 機関誌「都市緑化技術」 | 公益財団法人都市緑化機構
- 沿革 - 一般財団法人日本造園修景協会ホームページ
- IFLAと造園界発展への情熱 北村信正氏の活動と心 - IFLA Japan